# Débitmètre

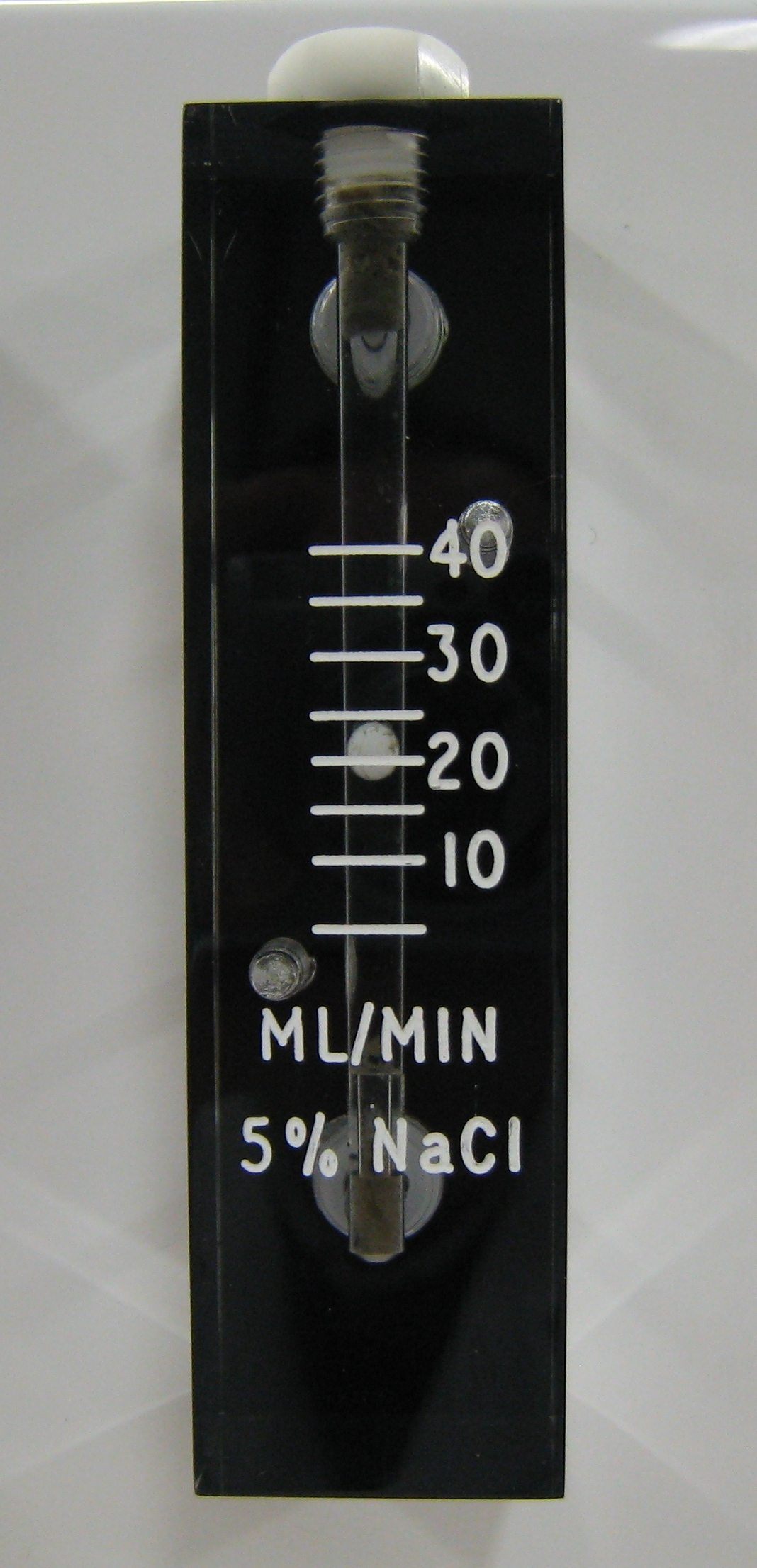
Débitmètre à liquide à flotteur.

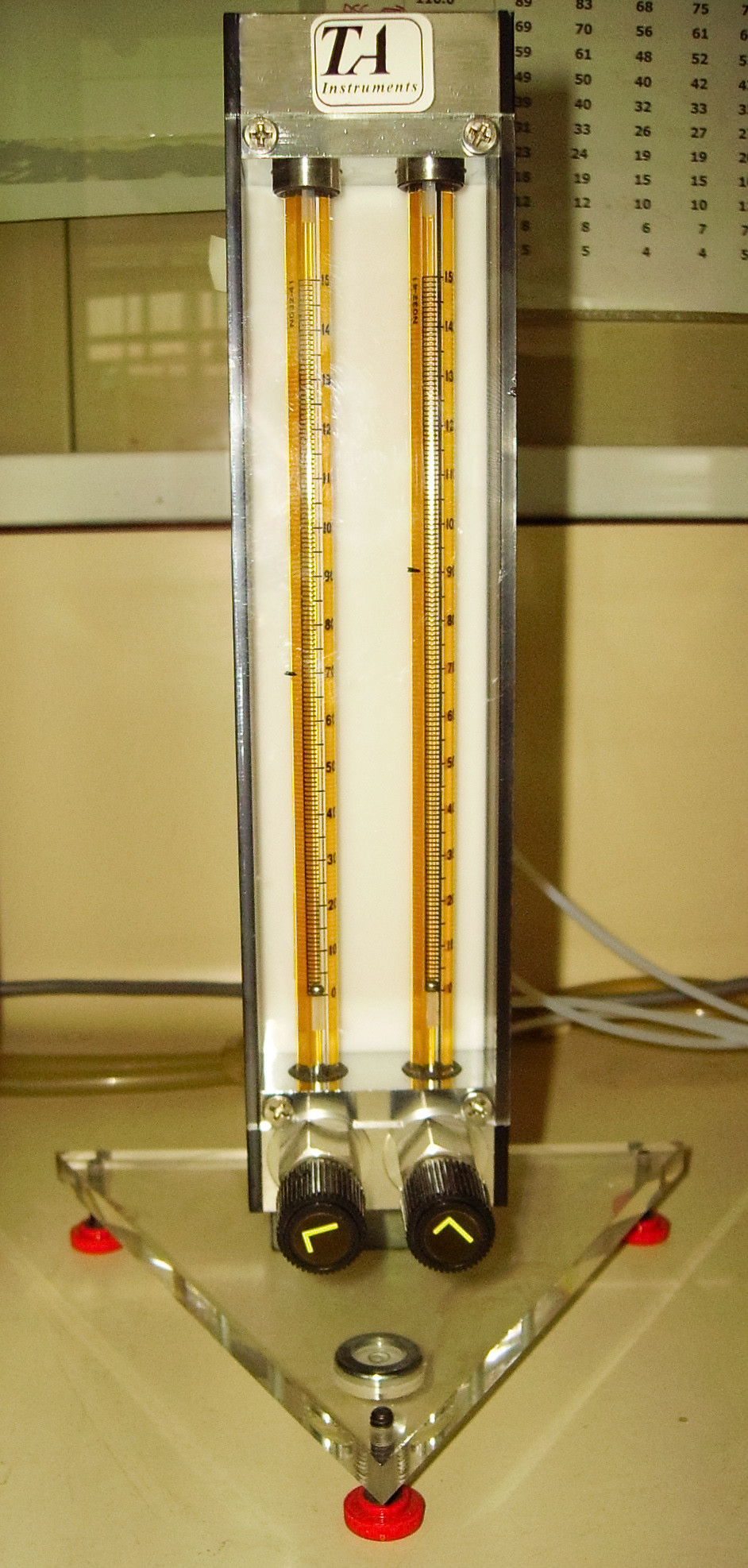
Débitmètre de laboratoire à gaz à flotteur avec vanne de régulation.

Un débitmètre est un appareil destiné à mesurer le débit d'un fluide, liquide ou gazeux.

## Types
Selon le niveau du débit et la nature du fluide, le principe du débitmètre adapté est très variable :
- certains sont basés sur la mesure de la vitesse du fluide comme les anémomètres ; on utilisera dans ce cas un tube de Pitot, un débitmètre à turbine, pistons ou rotors, un débitmètre à ultrasons, un débitmètre ionique ou un courantomètre ;
- on peut également utiliser la mesure de la perte de charge (perte de pression) ou pression différentielle entre un repère amont et un repère aval, ceci à l'aide d'un organe déprimogène tel qu'une plaque à orifice, une tuyère (comme dans le cas d'un débitmètre à tube de Venturi) ou un diaphragme ;
- un débitmètre à flotteur, également un organe déprimogène, affiche la position d'équilibre d'un flotteur soumis à un courant dans un tube conique vertical ;
- un débitmètre à effet vortex mesure des variations de pression engendrées par des tourbillons de Karman ;
- un débitmètre électromagnétique mesure la réponse d'un fluide conducteur à un champ magnétique ;
- il existe aussi les débitmètres massiques : thermique ou à effet Coriolis ;
- un melt indexer mesure un débit massique à chaud.

## Utilisation dans un réseau d'eau potable
Un débitmètre peut être utilisé sur un réseau d’eau potable. On utilise dans ce cas un débitmètre à insertion, c'est-à-dire qu’il est directement posé dans la canalisation (comme un compteur). Le débitmètre peut être utilisé soit pour faire de la sectorisation de réseau d’eau potable, soit pour mesurer précisément la consommation de gros abonnés (usines, hôpitaux…). Dans les deux cas, la précision de mesure et les fonctionnalités du débitmètre (notamment pour la connexion avec des systèmes de télégestion) expliquent l’intérêt porté à cet outil.